# Burgstall Unterlanding
Der Burgstall Unterlanding bezeichnet eine abgegangene frühmittelalterliche Niederungsburg 180 m südöstlich von Unterlanding, einem Gemeindeteil der niederbayerischen Stadt Vilsbiburg. Die Anlage wird als Bodendenkmal unter der Aktennummer D-2-7539-0073 als „verebneter Burgstall des Mittelalters“ geführt. 

## Beschreibung
Der Burgstall Unterlanding liegt unmittelbar an einem Altarm der Großen Vils. Der Burgplatz ist heute eine Wiese ohne obertägige Befunde.

## Geschichte
Der naheliegende Hof Unterlanding gehörte früher zu Gaindorf, Obmannschaft Tattendorf im Gericht Biburg. Der Hof war im Besitz des Hl. Geist Spitals von Braunau am Inn. Über die weitere Geschichte des Burgstalls ist nichts bekannt.